# Heikinsaari (ö i Lappland, Östra Lappland, lat 66,12, long 28,14)
Heikinsaari är en ö i Finland. Den ligger i sjön Posionjärvi och i kommunen Posio i den ekonomiska regionen  Östra Lapplands ekonomiska region  och landskapet Lappland, i den norra delen av landet, 700 km norr om huvudstaden Helsingfors. Öns area är 1,6 hektar och dess största längd är 150 meter i nord-sydlig riktning.